# Oskar von Watter
Oskar Walther Gerhard Julius Freiherr von Watter (Ludwigsburg, 2. rujna 1861. – Berlin, 23. kolovoza 1939.) je bio njemački general i vojni zapovjednik. Tijekom Prvog svjetskog rata zapovijedao je 54. pješačkom divizijom i XXVI. pričuvnim korpusom na Zapadnom i Istočnom bojištu.

## Vojna karijera
Osakar von Watter je rođen 2. rujna 1861. u Ludwigsburgu. U württemberšku vojsku stupa u travnju 1879. služeći u 1. württemberškoj pukovniji poljskog topništva "König Karl" u Ulmu. Tijekom službe u navedenoj pukovniji školuje se u Pruskoj vojnoj akademiji. U lipnju 1888. promaknut u čin poručnika, dok čin satnika dostiže u rujnu 1893. godine. Nakon toga služi u Strasbourgu u stožeru 31. pješačke divizije, da bi u lipnju 1895. bio premješten u stožer 26. pješačke divizije u Stuttgart. Od 1899. nalazi se kao instruktor na službi u Streljačkoj školi poljskog topništva u Jüterborgu. U predmetnoj školi radi kao instruktor do 1901. kada je premješten u stožer XIII. korpusa. Te iste godine, u svibnju, unaprijeđen je u čin bojnika.
Potom služi u 2. württemberškoj pukovniji poljskog topništva "Prinz-Regent Luitpold von Bayern" u Ludwigsburgu, te 2. istočnopruskoj pukovniji poljskog topništva u Königsbergu. Od 1907. nalazi se na službi u 11. pukovniji poljskog topništva sa sjedištem u Kasselu, dok je u prosincu te iste godine promaknut u čin potpukovnika. U travnju 1909. imenovan je zapovjednikom 2. lotaringijske pukovnije poljskog topništva koja je bila smještena u Metzu, te je tijekom službe u toj postrojbi, u siječnju 1911., unaprijeđen u čin pukovnika. Od travnja 1912. zapovijeda 10. brigadom poljskog topništva u Posenu, nakon čega je u listopadu 1913. promaknut u čin general bojnika. Na čelu navedene brigade dočekuje i početak Prvog svjetskog rata.

## Prvi svjetski rat
Na početku Prvog svjetskog rata 10. brigada poljskog topništva nalazila se u sastavu 5. armije kojom je na Zapadnom bojištu zapovijedao prijestolonasljednik Vilim. Ubrzo nakon početka rata Watter je unaprijeđen, te imenovan zapovjednikom topništva cijelog V. korpusa pod zapovjedništvom Hermanna von Strantza. U ožujku 1915. imenovan je zapovjednikom novoformirane 54. pješačke divizije. Divizija je na početku držala položaje u Champagni, da bi u lipnju bila premještena na Istočno bojište u sjevernu Ukrajinu gdje sudjeluje u Narevskoj ofenzivi. Nakon završetka iste, u jesen 1915. je divizija vraćena na Zapadno bojište gdje od svibnja 1916. sudjeluje u Verdunskoj bitci.
U studenom 1917. Watter je promaknut u čin general poručnika, da bi mjesec dana poslije, 23. prosinca 1917., bio odlikovan ordenom Pour le Mérite za uspješno zapovijedanje divizijom u Bitci kod Cambraia. Nakon toga, u ožujku 1918., postaje zapovjednikom XXVI. pričuvnog korpusa zamijenivši na tom mjestu Otta von Hügela. Navedenim korpusom koji se nalazio u sastavu 18. armije zapovijeda sve do kraja rata. 

## Poslije rata
Nakon završetka rata, Watter rukovodi povratkom svog korpusa natrag u Njemačku u područje oko Kassela. Tijekom prosinca 1918. kratko zapovijeda 17. armijom koja je ubrzo rasformirana, da bi u siječnju 1919. preuzeo zapovjedništvo nad VII. korpusom smještenim u Münsteru. Uz navedeno, preuzeo je zapovjedništvo nad westfalijskim Freikorpsom kojim je tijekom veljače i ožujka 1919. krvavo ugušio štrajkove u Ruhru.
U listopadu 1919. postaje zapovjednikom 7. brigade Reichswehra, te VI. vojnog područja. Iduće, 1910. godine, u travnju, tijekom Kappovog puča u ruhrskom su području izbili štrajkovi i pobuna radnika koji su se puču protivili. Watter je pobunu brutalno ugušio jedinicama kojim je zapovijedao, nakon čega je 30. travnja 1920. najprije smijenjen, a 12. lipnja 1920. i otpušten iz vojske. 
Preminuo je 23. kolovoza 1939. godine u 78. godini života u Berlinu. Pokopan je na berlinskom groblju Invalidenfriedhof.

## Vanjske poveznice
(eng.) Oskar von Watter na stranici Prussianmachine.com

(njem.) Oskar von Watter na stranici Deutsche-kriegsgeschichte.de  Arhivirana inačica izvorne stranice od 20. lipnja 2016. (Wayback Machine)

(njem.) Oskar von Watter na stranici Bundesarchiv.de

(njem.) Oskar von Watter na stranici Dorsten-lexikon.de